# Río Bec
Río Bec egy kisebb, kevésbé látogatott, de régészeti szempontból jelentős maja lelőhely délkelet-Mexikóban, Campeche államban. Építészeti stílusa, főleg tornyos épületei annyira jellegzetesek, hogy a Río Bec kifejezést magára erre a stílusra is használják. Ilyen stílussal a mai Campeche keleti felén, valamint Yucatán és Quintana Roo államok kis részén találkozhatunk, elterjedési területe körülbelül 85 km észak–déli irányban, míg 90 km nyugat–keleti irányban. Ezen a területen ma több mint 50 lelőhely ismert.

## Leírás
Río Bec Campeche állam délkeleti részén, Calakmul község területén található őserdővel teljesen körbevéve, távol a fő közlekedési utaktól, egy bioszféra-rezervátum belsejében. A 186-os főút nyugat–keleti irányú, Escárcega és Chetumal közötti szakasztról délre található légvonalban közel 15 km-re.
Nevében a río szó spanyol eredetű, jelentése „folyó”, míg a bec a maja nyelvből származik, és „tölgy”-et jelent. Épületei közül kiemelkedik az úgynevezett A csoport tornyos főépülete, amely az egész Río Bec-stílusú régió legmonumentálisabb építménye, valamint a B csoportban található, szintén tornyos, hat szobával rendelkező 6N1 jelzésű épület és az ugyanehhez a csoporthoz tartozó 6N2 épület.
A lelőhelyet a francia Maurice de Périgny 1906–1907-es útján fedezte fel, és ő volt az, aki az első fényképeket is készítette az itteni tornyos építményekről.
George F. Andrews és Paul Gendrop régészek szerint a Río Bec régióban kétféle tornyos épület fordul elő: az úgynevezett tipikus és az atipikus. Előbbi jellemzői, hogy szinte mindig szimmetrikus párban állnak egy központi épület két oldalán, és mindössze egy szint magasságúak. Egyetlen példa ismert, amikor három torony tartozik egy ilyen együtteshez, ez Xpuhilban található.

## Képek

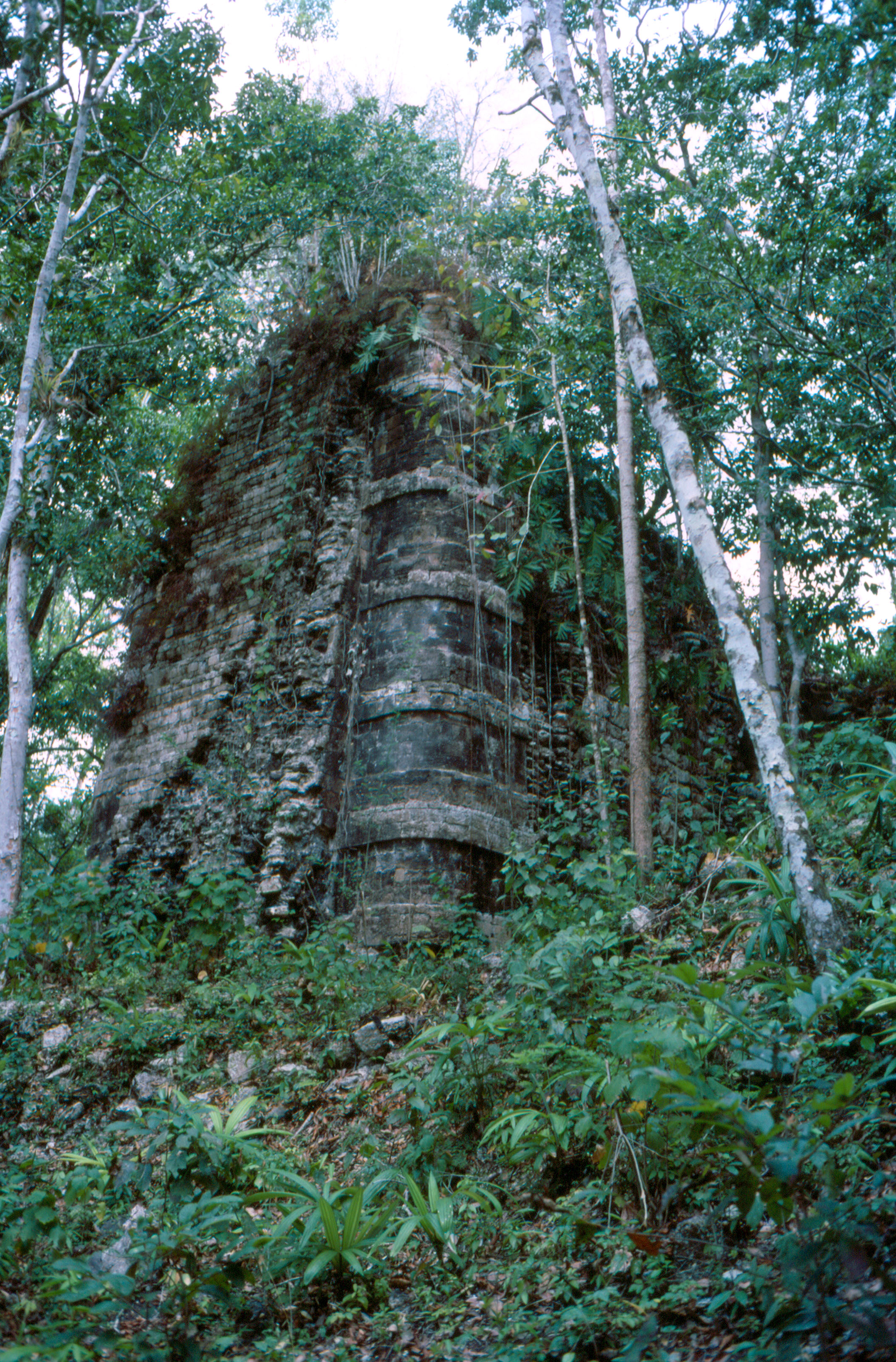
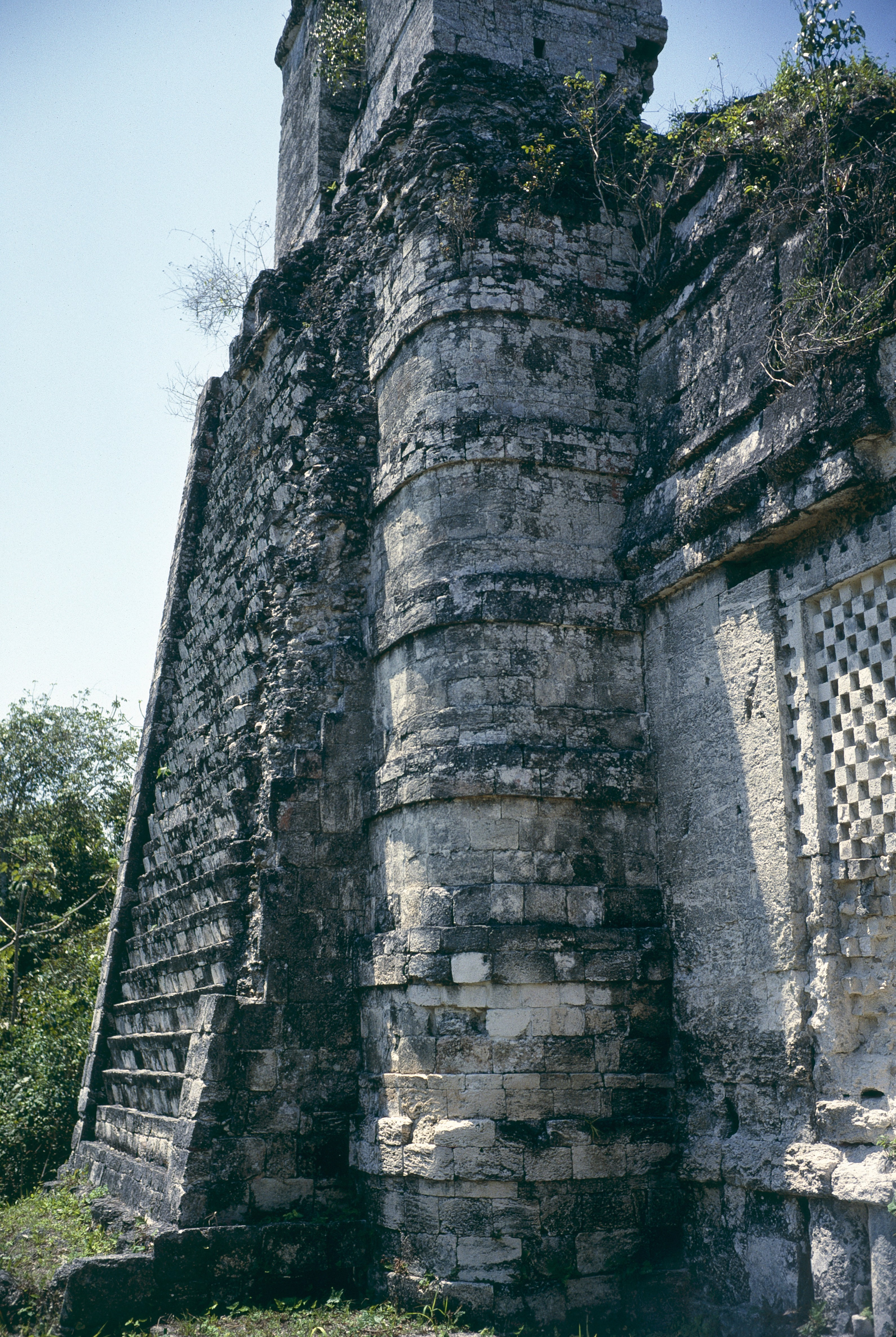
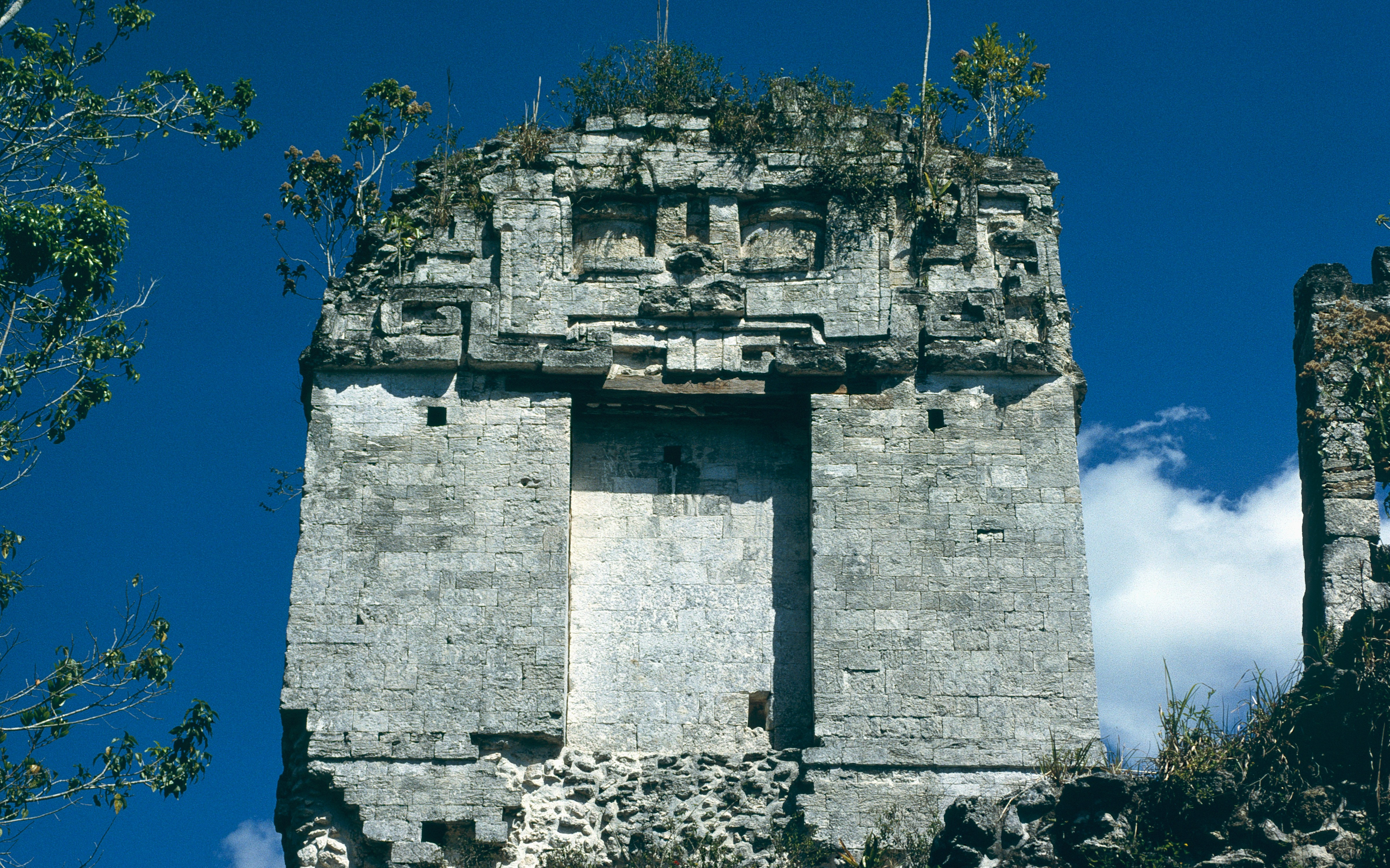
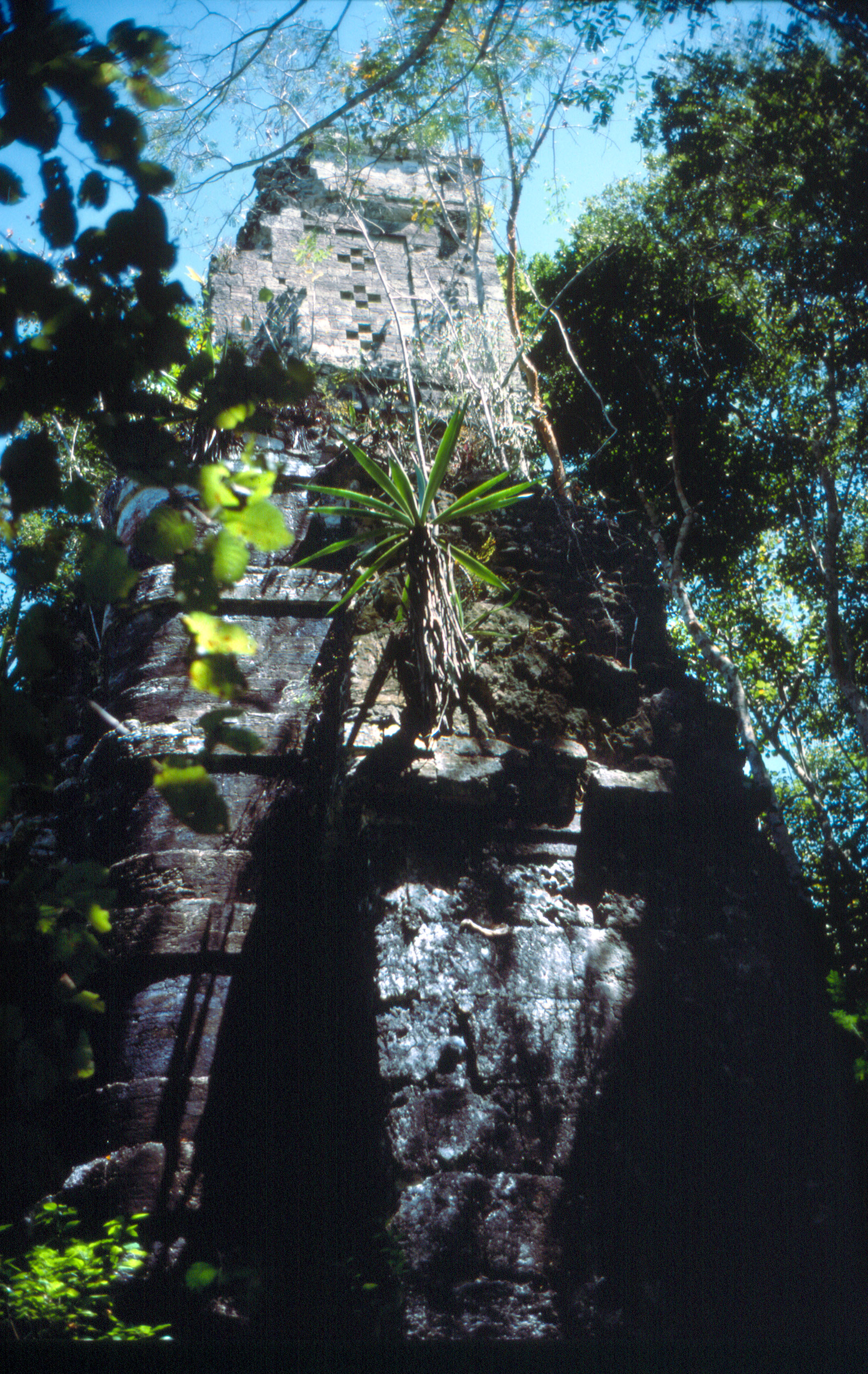